# 泉山銀行
泉山銀行（いずみやまぎんこう）は明治後期に青森県八戸町（現：八戸市）十三日町で設立された銀行。青森銀行の源流のひとつ。

## 概要
八戸にて代々紺屋や木綿、古着を営んでいた素封家である泉山家（代々吉兵衛を称し「泉吉」と呼ばれ、武家筋と区別される）の五代目泉山吉兵衛がその財をもって1898年（明治30年）11月に創立した。泉山吉兵衛は銀行に先立って泉山醤油合名会社や、また日出セメント（現在の住友大阪セメント、八戸セメント）を設立しており、八戸発展の基礎となっていく。
泉山家は是川遺跡の保存で知られるが、この場所は長らく泉山家の敷地であった。その保存に当たった6代目の泉山岩次郎と泉山斐次郎兄弟は五代目吉兵衛の女婿にあたる。岩次郎は泉山銀行とそれに続く八戸銀行の取締役、磐城セメントの重役を勤めた。

## 沿革
- 1898年（明治30年）11月　-　創立
- 1927年（昭和3年）　-　八戸商業銀行、階上銀行、五戸銀行と合併して八戸銀行となり、泉山吉兵衛と岩次郎は取締役となる。